# Rob Roy (1995.)
Rob Roy je povijesna drama redatelja Michaela Caton-Jonesa iz 1995. godine. Radnja filma prati sudbinu škotskog narodnog heroja Roberta Roya MacGregora (Rob Ruadh MacGriogair) i njegovu borbu s pohlepnim škotskim plemićima i zemljoposjednicima na početku 18. stoljeća.
U glavnoj ulozi pojavljuje se Liam Neeson kao Rob Roy, zajedno s Jessicom Lange, Johnom Hurtom, Timom Rothom, Brianom Coxom, Ericom Stoltzom i Andrewom Keirom. Tim Roth je za ulogu negativca Archibalda Cunninghama bio nominiran za Oscara za najboljeg sporednog glumca.

## Uloge
- Liam Neeson - Robert Roy MacGregor
- Jessica Lange - Mary MacGregor
- Brian McCardie - Alasdair MacGregor
- Eric Stoltz - Alan MacDonald
- John Hurt - James Graham, Markiz od Montrosea
- Brian Cox - Killearn
- Tim Roth - Archibald Cunningham
- Andrew Keir - John Campbell, Vojvoda od Argylla

## Radnja
Radnja se odvija na početku 18. stoljeća. Bolesti, glad i pohlepa plemića zauvijek mjenjaju Škotsku. Ustroj škotskih klanova polako nestaje. Mnogi emigriraju u Novi svijet. Nekad moćni gorštački klan MacGregor živi u bijedi. Anglofilski škotski plemići iz nizine otimaju zemlju klanova iz Škotskog visočja. Vođa klana MacGregor Robert Roy želi poboljšati život pripadnika svog klana te traži pozajmnicu od Markiza od Montrosea namjeravajući novac iskoristiti da kupi stoku u Škotskoj kako bi ju skuplje prodao u Engleskoj. Kao zalog nudi zemlju svog klana. Novac je povjeren Robovom prijatelju Alanu MacDonaldu, međutim Montroseov financijski savjetnik Killearnan i sadistički štićenik Archibald Cunningham potajice ube MacDonalda i podjele novac između sebe.
Rob ne želeći vjerovati kako ga je prijatelj izdao i pobjegao u Ameriku, sastaje se s Markizom od Montrosea kako bi postigli dogovor oko MacGregorog duga. Markiz Robu nudi mogućnost da mu oprosti dug ako Rob pred sudom optuži Vojvodu od Argylla da je jakobinac, pristalica svrgnutog engleskog kralja. Rob odbija takvu mogućnost, ne zbog Vojvode od Argylla, nego zbog svoje časti ne želeći optužiti čovjeka bez ikakvih dokaza. Markiz, bijesan naređuje Archibaldu da pritvori Roba. No Rob izjavljuje da ne želi proživjeti sudbinu svog oca koji je nevin dvije godine proveo u zatvoru samo zbog samovolje plemića te zaprijeti Cunninghamu malim bodežom te uspjeva pobjeći. Markiz ga proklinje i govori da su Rob i njegov klan proživjeli zadnju mirnu noć.
Markiz šalje Cunninghama s malom skupinom vojnika kako bi uhvatili Roba. Rob odlazi u gorje kako bi se sakrio. Robovo imanje je zapaljeno, a sva stoka pobijena. Cunningham brutalno siluje Robovu ženu Mary koja nije željela sakriti i otići od kuće. Robov mlađi brat Alasdair stiže u trenutku kada vojnici napuštaju imanje te gleda Mary koja se ospesivno pere u jezeru te brzo shvaća što se dogodilo. Ali Mary zahtjela od njega da zataji njezino silovanje jer zna da ju je Cunningham silovao kako bi izazvao njezina muža koji bi sve riskirao da osveti uvredu koja joj je nanesena. Nevoljko Alasdair pristaje.
Rob na sastanku klana govori da nesmiju otvoreno stupiti u bitku s Markizom. Govori da će za zapaljeno imanje i pobijenu stoku vratiti Montroseu istom mjerom ali da nema nikakve veće štete jer nitko nije ubijen niti je uvreda nanesena. Za to vrijeme Betty Sturrock, sluškinja na Montroseovom imanju, je otjerana nakon što Killearn izvjesti Markiza da je trudna. Betty je duboko zaljubljena u Cunninghama koji ju zavodi i ostavlja je trudnu. Betty traži utočište u novom domu Mary i Roba. Betty se povjerava Mary i govori joj o Killearnovoj i Cunninghamovoj krađi novca i Alanovom ubojstvu.
Rob otima Killearnana želeći ga prisiliti da kaže istinu o otmici novca i ubojstvu te šalje svog brata Alasdaira da dovede Betty na utoćište gdje se skrivaju. Međutim Betty se objesila zbog očaja što ju je Cunningham iskoristio i odbacio. Mary nagovara Roba da njoj prepusti Killearnovo ispitivanje kako bi ga ona prisilila da prizna. Ali nemoralni Killearn ucjenjuje Mary kako će reći Robu ne samo da ju je Cunningham silovao nego i da je zatrudnjela s njim. Mary u bjesu ubada Killearna u vrat, a dok Rob razgovara s Mary, Alasdair dovršava posao utapajući Killearna u jezeru.
Bez svjedoka Rob je prisiljen ponovno se skrivati. Tijekom jednog Cunninghamova napada, Alasdair ubija jednog vojnika te otkriva da se Rob i njegovi ratnici skrivaju iza obližnjeg brda, ne želeći stupiti u unaprijed izgubljenu bitku s višestruko brojnijim neprijateljem. Tijekom bijega Alasdair je smrtno ranjen. Prije smrti priznaje Robu da je Cunningham silovao Mary. Rob koji je zadržan zbrinjavajući Alasdair je konačno uhvaćen, pretučen i dovučen pred Montrosea.
Pred Montroseom Rob optužuje Cunningham da je oteo pozajmljen novac i da mu je učinjena nepravda. Oštroumni Montrose već je prije posumnjao da se tako nešto dogodilo ali svejedno naređuje da se Rob objesi preko obližnjeg mosta. Rob uspjeva uzeti uže s kojim ga namjeravaju objesiti, omata uže oko Cunninghamovog vrata te skače u rijeku, što gotovo uguši Cunninghama. Montrose naređuje da se uže presječe te Rob uspjeva pobjeći u divljoj rijeci. Za to vrijeme Mary odlazi pred Vojvodu od Argylla te mu govori kako je Montrose tražio od Roba da ga lažno optuži pred sudom, a Rob je preponosan da traži pomoć od njega. Vojvoda, u svađi s beskrupuloznim Montroseom, shvaća da govori istinu te odlučuje pomoći Robu.  
Rob nalazi Mary u novom skrovištu te saznaje da je tražila pomoć od Vojvode od Argylla. Rob joj govori da mu je trebala reći za silovanje. Mary mu govori da je trudna i da nije sigurna tko je otac Rob ili Cunningham. Govori da nije mogla pobaciti jer je možda dijete Robovo. Na to Rob odgovara kako i onako dijete nije to koje treba ubiti. Prema dogovoru Markiza i Vojvode organiziran je dvoboj između Roba i Cunninghama. Vojvoda, znajući da je Cunningham iznimno vješt mačevaoc, govori Robu da će učiniti ženu udovicom i da se ne može kladiti na njega, na što Rob odgovara da Vojvoda može profitirati kako zna. 
Vojvoda impresioniran Robovom hrabrošću i čašću, kada prije dvoboja kada Montrose predlaže okladu, nudi da Markiz oprosti Robov dug ako on pobjedi, a ako Cunningham pobjedi, Vojvoda će platiti Robov dug. Dvoboj započinje i Rob koji je u lošem fizičkom stanju gubi. Cunningham, vrstan mačevaoc, sadistički se poigrava Robom polako ga ozlijeđujući. Rob više nema snage niti podići mač te pada na milost Cunninghamu. Montrose daje dopuštenje da ubije Roba. Rob na koljenima prima golom rukom Cunninghamov mač, podiže svoj s tla te raspora iznenađenog Cunninghama snažnim udarcem. Rob polako odlazi iz dvorane, a Vojvoda govori Montroseu, koji u čuđenju gleda mrtvo Cunninghamovo tijelo, da očekuje kako će ispuniti okladu. S isplaćenim dugom i osvećenom uvredom Rob se vraća kući ženi i sinovima.

## Vanjske poveznice
- Rob Roy u internetskoj bazi filmova IMDb-a